# Sueño animal
Sueño animal es el título del álbum de la banda uruguaya Santé Les Amis. Fue grabado en 2018, en Montevideo.
Tiene 11 temas, cantados en español e inglés. El primer sencillo es una canción bailable que se titula Como animales.

## Lista de canciones
Todos los temas compuestos por Santé Les Amis:

| Como Animales |                    |          |  |
| N.º           | Título             | Duración |  |
| 1.            | «Como animales»    | 3:50     |  |
| 2.            | «Vamonós»          | 4:35     |  |
| 3.            | «A quemarropa»     | 3:26     |  |
| 4.            | «Sin pausa»        | 4:37     |  |
| 5.            | «Lo que perdimos»  | 3:50     |  |
| 6.            | «El beat»          | 5:18     |  |
| 7.            | «Antenas»          | 3:45     |  |
| 8.            | «Solo dos»         | 3:17     |  |
| 9.            | «Amor del trópico» | 4:34     |  |
| 10.           | «Como animales»    |          |  |